# Wihan Daeng (huyện)
Wihan Daeng (tiếng Thái: วิหารแดง) là một huyện (amphoe) ở phía nam của tỉnh Saraburi, miền trung Thái Lan.

## Lịch sử
Tambon Nong Moo của Nong Khae được tách ra để thành lập Tiểu huyện (king amphoe) Nong Moo năm 1937. Trụ sở huyện đã được dời đến Ban Lam năm 1957. Tiểu huyện đã được nâng cấp thành huyện và được đổi tên thành Wihan Daeng ngày 12 tháng 4 năm 1961.

## Địa lý
Các huyện giáp ranh (từ phía tây theo chiều kim đồng hồ) là: Nong Khae, Mueang Saraburi, Kaeng Khoi của tỉnh Saraburi, Ban Na của tỉnh Nakhon Nayok, và Nong Suea của tỉnh Pathum Thani.

## Hành chính
Huyện này được chia thành 6 phó huyện (tambon).
| 1. | Nong Mu      | หนองหมู   |  |
| 2. | Ban Lam      | บ้านลำ    |  |
| 3. | Khlong Ruea  | คลองเรือ  |  |
| 4. | Wihan Daeng  | วิหารแดง  |  |
| 5. | Nong Suang   | หนองสรวง |  |
| 6. | Charoen Tham | เจริญธรรม |  |